# Paulete Furacão
Paola Beatriz (Salvador, 13 de abril de 1984), também conhecida pelo seu nome social Paulete Furacão, é uma ativista LGBTQIA+ brasileira. Foi a primeira transexual a ocupar cargo público no estado brasileiro da Bahia.
É assessora parlamentar da deputada estadual pela Bahia Olívia Santana e estuda pedagogia na Universidade Federal da Bahia (UFBA). Ainda atua como educadora social no enfrentamento ao tráfico de pessoas e prevenção de infecções sexualmente transmissíveis.

## Biografia
Filha de Rosa Pereira, Paulete Furacão nasceu em 13 de abril de 1984, na cidade de Salvador, no estado brasileiro da Bahia. Aos cinco anos de idade, Paulete já se identificava como mulher. A família a aceitou, mas sofreu preconceito entre amigos e pessoas desconhecidas.
Começou a ser ativista do movimento LGBTQIA+ no ano de 2004, quando houve o assassinato da amiga travesti Laleska de Caprid no dia de Natal. Então, fundou a Associação Laleska de Caprid em 2006, a qual trabalha com ações sociais e palestras sobre combate a homofobia e com o nome escolhido em homenagem a amiga travesti assassinada. O nome social Paulete Furacão foi escolhido como uma autoafirmação, resistência e poder.
De 2012 a 2016, Paulete Furacão ocupou o cargo de coordenadora do Núcleo de Defesa dos Direitos da População LGBTT (Lésbicas, Gays, Bissexuais, Travestis e Transexuais), na Secretaria Estadual da Justiça, Cidadania e Direitos Humanos (SJCDH) do governo da Bahia. Nas eleições municipais de Salvador de 2016, candidatou-se a um cargo na Câmara Municipal de Salvador estando afiliada ao Partido Socialista Brasileiro (PSB), mas não conseguiu ser eleita vereadora.
Comandou no ano de 2018 o programa Close de Favela na rádio 87,9 FM, em Salvador, onde abordava o tema LGBT e transmitia conteúdos de conscientização.
No ano de 2019, através de um mutirão da Defensoria Pública do Estado da Bahia, Paulete Furacão obteve a certidão de nascimento com o atual nome civil, Paola Beatriz.
Em 2021, se tornou integrante do Projeto Oportunizar, projeto da Rede Trans que tem o objetivo de promover a empregabilidade para pessoas transexuais no Brasil.